# Tomé Acu (tiểu vùng)
Tomé Acu là một tiểu vùng thuộc bang Pará, Brasil. Tiều vùng này có diện tích 23704 km², dân số năm 2007 là 211112 người.